# Norwegisch-osttimoresische Beziehungen
Die norwegisch-osttimoresischen Beziehungen beschreiben das zwischenstaatliche Verhältnis von Norwegen und Osttimor.

## Geschichte
Mit dem Norwegian Cooperation Council on East Timor and Indonesia (NOCETI) und dem Norwegian Students and Academics International Assistance Fund (SAIH) gab es in Norwegen zwei Nichtregierungsorganisation, die sich für die Unabhängigkeit Osttimors von Indonesien einsetzten. 1996 erhielten die Osttimoresen José Ramos-Horta und Bischof Carlos Filipe Ximenes Belo den Friedensnobelpreis.
Norwegen beteiligte sich bei den Internationalen Streitkräften Osttimor (INTERFET), der Übergangsverwaltung der Vereinten Nationen für Osttimor (UNTAET) und der Unterstützungsmission der Vereinten Nationen in Osttimor (UNMISET). Es engagierte sich im Aufbau des Justizsystems in Osttimor und finanzierte 2007 die Post-Transitionalen Dialogs.
2003 vereinbarten Norwegen und Osttimor eine Kooperation über fünf Jahre zur Kooperation im Erdölsektor. Schon vorher unterstützte Norwegen das südostasiatische Land bei den Verhandlungen mit dessen Nachbarländern bei der Grenzziehung und der Aufteilung der Erdölfelder in der Timorsee. Nun sollten Hilfen bei der institutionelle Zusammenarbeit der Ministerien im Bereich Erdöl folgen, vor allem in den Bereichen Ressourcen-, Umwelt- und Einnahmenmanagement. Norwegische Finanzexperten berieten in Kursen, Seminaren und Trainingsprogrammen und norwegische Anwälte halfen 2005 bei der Schaffung der Gesetzgebung zum Bereich Erdöl. Osttimor nahm sich den globalen Pensionsfonds Norwegens als Vorbild bei der Schaffung des eigenen Erdölfonds, der das Land finanzieren soll, sobald die Erdölfelder erschöpft sind. Die Gesamthilfen Norwegens zwischen 2002 und 2012 hatten einen Gesamtwert von 100 Millionen Norwegischen Kronen.

## Diplomatie

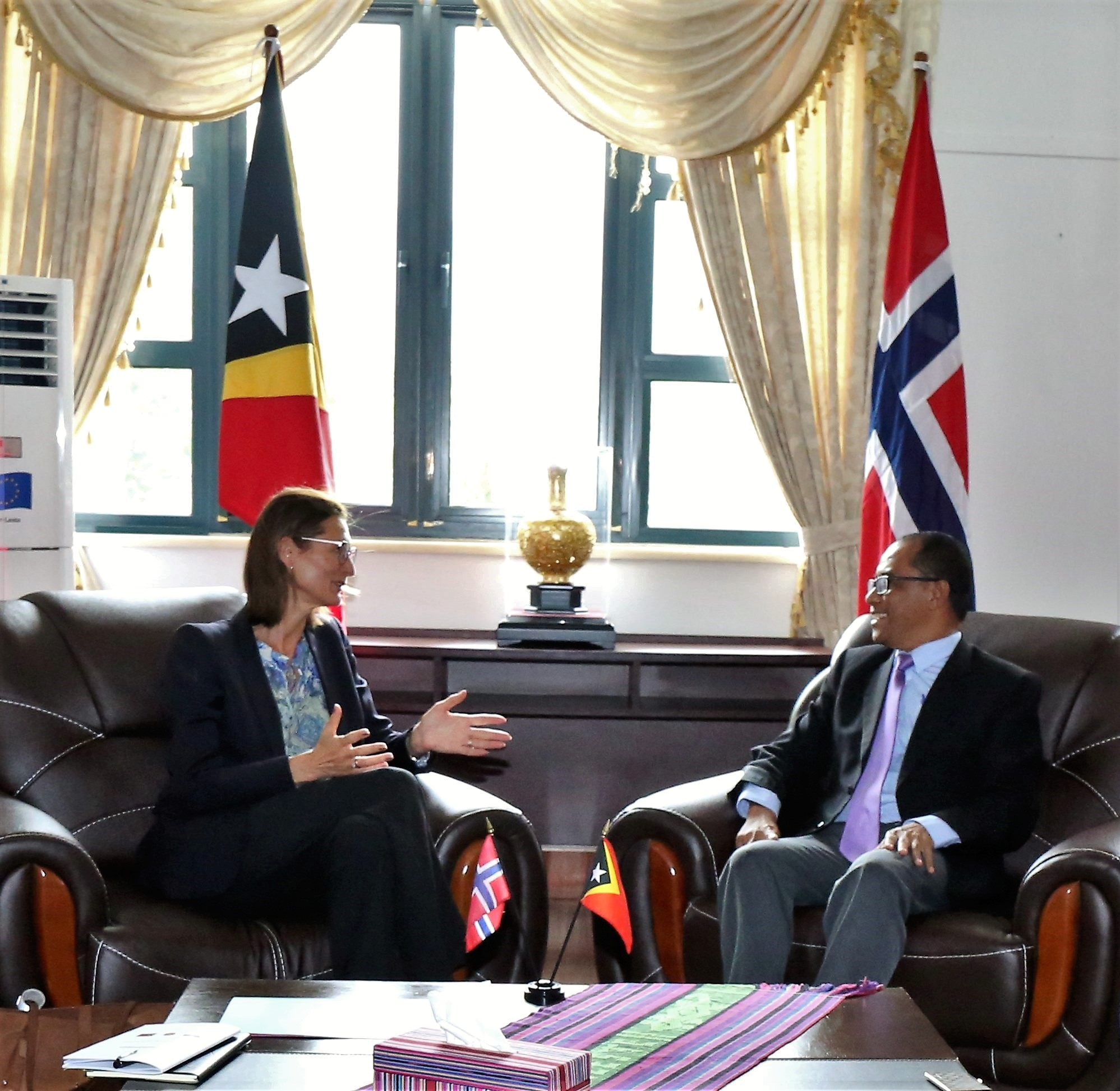
Norwegens Vize-Außenministerin Marianne Hagen zu Gast bei Dionísio Babo, Außenminister von Osttimor (2019)

Norwegen wird in Dili durch seinen Botschafter in Jakarta vertreten.
Osttimor unterhält keine diplomatische Vertretung in Norwegen. Zuständig ist der osttimoresische Botschafter in Brüssel.

## Wirtschaft
2008 nahm in Gariuai das von Norwegen gebaute erste Wasserkraftwerk Osttimors seinen Betrieb auf.
Laut dem Statistischen Amt Osttimors exportierte Norwegen 2016 Handelsgüter im Wert von 112.000 US-Dollar. Es lag damit auf Platz 39 der Rangliste der Importeure Osttimors. Exporte von Osttimor nach Norwegen wurden für 2016 nicht registriert. 2018 registrierte das Statistische Amt Osttimors keinen Handelsverkehr zwischen Osttimor und Norwegen.

## Einreisebestimmungen
Staatsbürger Osttimors sind von der Visapflicht für die Schengenstaaten befreit. Auch norwegische Staatsbürger genießen Visafreiheit in Osttimor.